# Гурке
Гурке су народ из Непала, који су своје име узели по светом хинду ратнику из 8. века Гуру Горакнат. Гурке су познате по својој историји храбрости и дисциплинованости у британској армији и у индијској армији. Британци су регрутовали Гурке у своју колонијалну војску због тога што су били храбри, професионални и дисциплиновани ратници. Данас чине елитне делове британске и индијске војске.

## Историја
Гурке воде порекло од Раџпута из северне Индије, који су дошли у Непал са запада. Раџпутски принц Бапу Равала је био ученик светог хинду ратника из 8. века Гуру Горакната. Бапу Равал је основао кућу Мевар, а он је био први Гурка и предак краљевске породице Непала, као и Рана династије у Непалу.
Легенда каже да је Бапа Равал био дечак кад је наишао на светог ратника у џунглама Раџастана. Бринуо се за светог ратника, који је био у дубокој медитацији. Када се Гуру Горканат пробудио захвалан је био Бапа Равалу и дао му је кукри нож, чувени закривљени нож данашњих Гурки. Легенда каже да се отада Бапа Равалови људи називају Гурке. Гуру Горканат је замолио Равала и његове људе да ослободе тада хиндуски и будистички Авганистан од муслиманске инвазије. Бапа Равал је са Гуркама ослободио Авганистан, који се тада називао Гандхар. Гурке су тако зауставиле муслимански продор у 8. веку. Под вођством махараџе Нарајана Шадева, Гурке су 1768. заузеле Непал, а хиндуизам је постао државна религија.
У Гурка рату (1814—1816) Гурке су водиле рат против Британске источноиндијске компаније. Британци су били импресионирани Гуркама као војницима. Након победе над Гуркама и претварања Непала у британски протекторат добили су право да унајмљују Гурке као плаћенике у региментама Гурки унутар источноиндијске компаније. Махараџа Џунг Бахадур Рана је морао то одобрити. Гурке пореклом из Раџпута су одбиле да буду обични војници и због тога добијају статус официра у британским јединицама у Индији. Индо-тибетанско-монголоидне Гурке су били обични војници. Један од Гурки генерал Нарендра Бир Синг постао је заменик лорда Монтбатена, задњег вицекраља Индије.
Када је Индија постала независна Гурке су се и даље запошљавале у британској и индијској војсци. Садашње Гурке се по међународном праву не третирају као плаћеници, него као прави војници британске војске. Налазе се у посебним јединицама Гурки, али служе под истим правилима као и остали британски војници. Слично је и за Гурке у индијској војсци.

## У војсци Источноиндијске компаније и у британској војсци у Индији
Гурке су били војска током много ратова које је Британска источноиндијска компанија водила у Индији. Борили су се у Пиндарејском рату 1817, у ратовима са Сикима 1846. и 1847, против индијских устаника 1857. До Првог светског рата борили су се у Бурми, Авганистану, Малти, Кипру, Малаји, Кини током боксерског устанка 1900. и на Тибету. У Првом светском рату се борило 100.000 Гурки. Борили су се у Француској, Месопотамији, Персији, Суецу, Палестини, Галипољу и Солуну. Један одред је био под командом Лоренса од Арабије.
После су се борили у Авганистану 1919. У Другом светском рату краљ Непала је дозволио Британцима да регрутују додатних 20 батаљона на већ постојећих 20. Борили су се у Сирији, северној Африци, Италији, Грчкој и против Јапанаца у Сингапуру и Бурми. Храбро су се борили и зауставили јапанско напредовање у бици за Имфал.

## После независности Индије
Шест регименти Гурки прелази у индијску армију, а 4 у британску. Већина Гурки је одабрала да служи индијској војсци. Лош део тога уговора о подели Индије је био да Гурке које пређу у британску војску буду подједнако плаћене као оне у индијској војсци. Због тога су плате Гурки у британској војсци јако мале у поређењу са стандардним британским војничким платама. Гурке због тога добијају разне додатке на плату, а и пензије су им веће од Гурки који служе у индијској војсци. Сингапурска полиција користи Гурке као добро трениране и дисциплиноване јединице гарде. У тренуцима криза Гурке су показале храброст, одмереност и професионализам.
Статус Гурки у Великој Британији био је предмет контроверзи, јер се знало да примају мале плате. Осим тога дешавало се да након одслужења војног рока не добијају право боравка у Британији.